# Oxycera marginata
Oxycera marginata är en tvåvingeart som beskrevs av Friedrich Hermann Loew 1859. Oxycera marginata ingår i släktet Oxycera och familjen vapenflugor. Inga underarter finns listade i Catalogue of Life.